# Fuente Palmera
Fuente Palmera és un municipi de la província de Còrdova a la comunitat autònoma d'Andalusia, a la comarca de Valle Medio del Guadalquivir. Comprèn els nuclis Cañada del Rabadán, La Herrería, Ochavillo del Río, La Peñalosa, Silillos, La Ventilla, Villalón i El Villar.

## Demografia
| 1996  | 1998  | 1999  | 2000  | 2001  | 2002  | 2003   | 2004   | 2005   | 2006   |
| ----- | ----- | ----- | ----- | ----- | ----- | ------ | ------ | ------ | ------ |
| 9.711 | 9.695 | 9.849 | 9.897 | 9.861 | 9.897 | 10.042 | 10.146 | 10.220 | 10.356 |